# MOTTO!!
MOTTO!!（モット!!）は、かつて南海放送（RNBラジオ / Fnam）で放送されていたラジオ番組。2015年9月29日スタート。
ここでは土曜日に放送していた『MOTTO!! 痛快! 杉作J太郎のどっきりナイトナイトナイト』も扱う。

## 概要
南海放送が7年ぶりに始めた夜ワイド番組。「もっと聴きたい」「もっと欲しい」「もっと遊びたい」「もっと人と繋がりたい」をキーワードにTwitterやLINEを使用して「MOTTO!!な欲求を抱える」リスナーとコミュニケーションを図っていく番組。
番組タイトルはback numberの「MOTTO」からインスパイアされたという。
2017年10月のリニューアルを機に『ニッポンの若者を元気に!夢の実現を応援しよう』をキャッチフレーズとしていた。

### 夜ワイドの変遷とMOTTO!!の誕生
自社ワイド撤退、再びキー局ネット番組路線へ
- 2008年9月26日をもって『青春シャッフル』が終了した南海放送は再び自社制作番組を取りやめ、TBSラジオ『BATTLE TALK RADIO アクセス』のネットへと切り替えた。
  - 2004年3月26日まではニッポン放送からネット受けをしていた（末期は『オールナイトニッポンいいネ!』）。その後『アナログRADIOあっとまーく』→『あっとまーく2005』→『王様の耳?ロバの耳!』が放送され、『青春シャッフル』へとかわる。

「アクセス」終了、〝四国は一つ〟
- 2010年4月2日、TBSの『アクセス』が終了したが、後番組の『ニュース探究ラジオ Dig』はネットを見送った。
- かわって2010年4月5日からは、四国放送『バンリク』のネットを開始する[1]。ただし、当初は月曜はネットしていなかった（番組自体は月 - 土にまたぐ珍しい番組である）。これ以降、他の時間帯を巻き込んで〝四国は一つ〟をキーワードとする様々な番組のブロックネット化がはじまっていく。
- 半年後には西日本放送、高知放送でもネットされるようになり南海放送でも月曜のネットを開始した（23:00飛び乗り、2011年からはフルネット）。

〝四国は一つ〟縮小
- 2015年3月末をもって〝四国は一つ〟レーベルが次々縮小する。『バンリク』については月曜日のネットを打ち切る。また6月からは木曜の放送を22:30飛び降りとした。
- 2015年9月、番組ツイッターが開設され、7年ぶりの自社制作夜ワイド「MOTTO!!」開始を告知。25日をもって『バンリク』は打ち切られた。

MOTTO!!の誕生と放送時間の変遷
- 2015年9月29日に放送開始。火曜 - 金曜の22:00 - 23:50に放送された。
- 2016年3月29日よりナイターシーズンに入り、『RNBドリームナイター』設置に伴って21時台の番組整理も行われることから、火曜日と水曜日の22:00 - 23:50に縮小される。
- 2016年10月、日曜日以外の曜日で夜帯の番組改編が行われ、平日の22時台・23時台は『レコメン!』[2]を放送することになり、放送時間を土曜日21:00 - 23:00に移動し、帯番組ではなくなる。
- 2017年10月、月〜金の21:30 - 22:00に事実上の帯番組として復活。月・火は9月まで放送された『愛媛日産プレゼンツ ゆりあの夜食代わり』の後継ぎで愛媛日産自動車を冠スポンサーとした『愛媛日産presents MOTTO!!』となる。また、土曜日の21:00-23:00は地元松山市出身のマルチプレイヤー杉作J太郎の冠番組『MOTTO!! 痛快! 杉作J太郎のどっきりナイトナイトナイト』に衣替えする[3]。
- 2019年4月、月〜木の21:30 - 22:00に放送曜日を縮小。3月末まで水・木曜日担当だった岡本真依が水曜日のみの担当となり、金曜日担当だった清原梨央が木曜日にスライド。土曜日担当だった杉作J太郎の番組はMOTTO!!枠外で毎日放送[4]という扱いになり、番組名も『痛快!杉作J太郎のどっきりナイト7』に改められた[3]。
- 2020年3月をもってMOTTO!!枠が廃止となり、全番組が終了。

## プレゼンター
2019年4月1日 - 2020年3月26日
- 月：原結里[6]（元ひめキュンフルーツ缶）
- 火：谷尾桜子（トライシグナル・元ひめキュンフルーツ缶）
- 水：岡本真依（トライシグナル・元ひめキュンフルーツ缶）
- 木：清原梨央（元Someday Somewhere[7]）

2018年10月1日 - 
- 月：原結里（元ひめキュンフルーツ缶）
- 火：谷尾桜子（トライシグナル・元ひめキュンフルーツ缶）
- 水・木：岡本真依（トライシグナル・元ひめキュンフルーツ缶）
- 金：清原梨央（Someday Somewhere）
- 土：杉作J太郎＜『MOTTO!! 痛快! 杉作J太郎のどっきりナイトナイトナイト』＞[3]

2018年4月2日 - 
- 月：原結里（元ひめキュンフルーツ缶）
- 火：谷尾桜子（トライシグナル・元ひめキュンフルーツ缶）
- 水・木：岡本真依（トライシグナル・元ひめキュンフルーツ缶）
- 金：今泉志奈子
- 土：杉作J太郎＜『MOTTO!! 痛快! 杉作J太郎のどっきりナイトナイトナイト』＞[3]

2017年10月2日 - 
- 月：原結里（元ひめキュンフルーツ缶）
- 火〜木：谷尾桜子（トライシグナル・元ひめキュンフルーツ缶）
- 金：今泉志奈子
- 土：杉作J太郎＜『MOTTO!! 痛快! 杉作J太郎のどっきりナイトナイトナイト』＞[3]

2016年10月 - 2017年9月30日
- ひめさぶろう
- 谷尾桜子（"さくらこ"表記もあり。元ひめキュンフルーツ缶）

2016年3月29日 -
2015年9月29日 - 2016年3月25日『ラジオ戦隊MOTTO8』
他局で言うパーソナリティのことをRNBでは「プレゼンター」と呼ぶが、この番組においては『ラジオ戦隊MOTTO8』（ラジオせんたいもっとエイト）という別名をあてられている。また、戦隊モノということで各プレゼンターにカラーも設定されている（カッコ内にその色も表記する）。
火曜日
- モストデンジャラス
  - Mr.X（オレンジ）
  - キバ（グリーン）
- 小林美菜（ブルー） - この後に放送される「cha-ka・美菜の女子部屋!」も担当。

水曜日
- ひめさぶろう（レッド）
- 近藤圭一郎（イエロー）
- 月岡瞳（パープル）

木曜日
- アヤ（ライトグリーン） - 元ラジオカーcapyレポーター

金曜日
- エイミー（ピンク）
- アヤ

## 各コーナー
2015年9月29日 - 2016年3月25日
| 時    | 火曜日                                                                                       | 水曜日                                                                                       | 木曜日                                                                                       | 金曜日                                                                                       |
| 22:00 | オープニング                                                                                 | オープニング                                                                                 | オープニング                                                                                 | オープニング                                                                                 |
| 22:10 | MOTTO!!クエスチョン 愛媛県内のティーンズに質問をし、それを各曜日のプレゼンターが答える帯企画 | MOTTO!!クエスチョン 愛媛県内のティーンズに質問をし、それを各曜日のプレゼンターが答える帯企画 | MOTTO!!クエスチョン 愛媛県内のティーンズに質問をし、それを各曜日のプレゼンターが答える帯企画 | MOTTO!!クエスチョン 愛媛県内のティーンズに質問をし、それを各曜日のプレゼンターが答える帯企画 |
| 22:25 | 夜回りX!                                                                                     | オッス!セクシー番長                                                                          | Matsuyama Night Nation                                                                       |                                                                                              |
| 22:45 |                                                                                              |                                                                                              |                                                                                              | せいかのレポ部                                                                               |
| 23:00 | イマドキ★バイブル 聞いてみ〜な♪                                                              | MOTTO!モテたいんです!!                                                                       | 矢野真弓の言葉のパワースポット                                                               | ヨースケコースケのIT'S MY WORLD                                                              |
| 23:20 | キバの飯テロ!                                                                                |                                                                                              |                                                                                              | ヨースケコースケのIT'S MY WORLD                                                              |
| 23:25 |                                                                                              |                                                                                              |                                                                                              |                                                                                              |
| 23:30 | 私だけが知っている                                                                           |                                                                                              |                                                                                              |                                                                                              |
| 23:45 | エンディング                                                                                 | エンディング                                                                                 | エンディング                                                                                 | エンディング                                                                                 |